# Бертран, Оливия
Оливия Бертран (фр. Olivia Bertrand, в замужестве Галле́, фр. Gallay; род. 2 января 1989, Эвьян-ле-Бен, Верхняя Савойя, Рона — Альпы) — известная французская горнолыжница, участница Олимпийских игр. Специализируется в гигантском слаломе. Двоюродная сестра известного горнолыжника, участника Олимпийских игр Яника Бертрана.

## Карьера
В Кубке мира Бертран дебютировала в 2006 году, тогда же первый раз, попала в тридцатку лучших на этапе Кубка мира в гигантском слаломе. Всего на сегодняшний момент имеет 11 попаданий в тридцатку лучших на этапах Кубка мира, все в гигантском слаломе. Лучшим достижением Бертран в общем зачёте Кубка мира является 72-е место в сезоне 2009-10.
На Олимпиаде-2010 в Ванкувере заняла 12-е место в гигантском слаломе.
За свою карьеру участвовала в двух чемпионатах мира, лучший результат 13-е место в гигантском слаломе на чемпионате 2009 года.
Приняла участие в горнолыжных соревнованиях в рамках зимних Всемирных военно-спортивных игр 2010 года, где первенствовала в командном зачёте слалома.
Использует лыжи производства фирмы Dynastar.